# 2003年毛里塔尼亚未遂政变
2003年毛里塔尼亚未遂政变是2003年6月8日至9日在毛里塔尼亚发生的一次暴力军事未遂政变。由萨利赫·乌尔德·哈南纳少校领导的未遂政变导致了在首都努瓦克肖特进行了为期两天的激烈战斗，之后叛军士兵被忠于总统的军队马维亚·乌尔德·西德·艾哈迈德·塔亚上校击败。
塔亚随后以超过67%的选票赢得了2003年11月7日的总统选举，在反对派声称存在选举舞弊的情况下；第二名候选人、前国家元首（CMSN主席）穆罕默德·库纳·乌尔德·海达拉上校在选举前后立即被捕，并被指控策划政变。

哈南纳最初逃脱了抓捕，并宣布成立一个名为变革骑士团的反叛组织，但最终于2004年底被捕并于2005年初与其他涉嫌策划者一起被判处无期徒刑（而不是建议的死刑）。
继2005年推翻塔亚的政变后，新军政府、正义与民主军事委员会(CMJD)宣布特赦哈南纳。